# Fabrik der Offiziere (1989)
Fabrik der Offiziere ist eine deutsche Miniserie mit vier Teilen. Sie wurde 1988 produziert und 1989 veröffentlicht.
Die Serie ist eine Neuverfilmung des 1960 erschienenen Spielfilms Fabrik der Offiziere und basiert auf dem gleichnamigen Buch von Hans Hellmut Kirst.

## Handlung

### Teil 1
Der fronterfahrene Oberleutnant Karl Krafft, der im Winter 1942 an den Kämpfen in Stalingrad teilgenommen hat, wird an eine Offiziersschule in einer „kleinen bayerischen Stadt“ versetzt. Dort findet vom 10. Januar bis 31. März 1944 der 16. Kriegsoffizierslehrgang statt.
Wenige Tage nachdem er während einer Sprengstoffübung am 26. Januar ums Leben gekommen ist, wird Leutnant Barkow in der Kriegsschule beerdigt. Hauptmann Feders stellt die Vermutung auf, dass der Aufsichtsoffizier bei der Pionierausbildung nicht durch einen Unfall gestorben, sondern von einem der Fähnriche ermordet worden sei.
Krafft ist der Stammkompanie zugeteilt und soll eine vermeintliche Vergewaltigung aufklären: Drei Vermittlerinnen sollen einen Unteroffizier vergewaltigt haben. Durch Befragung der Beteiligten findet Krafft heraus, dass sich die Frauen nur einen Spaß erlauben wollten. Allerdings will sich auch der Oberkriegsgerichtsrat Wirrmann als ausgebildeter Jurist in die Ermittlungen einschalten. Krafft lehnt dies ab, obwohl Wirrmann sich auf Bitten des Kompaniechefs Kater der Sache annehmen wollte. Als Wirrmann das Thema während des Essens der Offiziere noch einmal anschneidet, wird er von Generalmajor Modersohn unterbrochen.
Beim folgenden Planspiel „Großbrand in der Kaserne“ zeigt Krafft die Fehler der Wachvorschrift auf und kritisiert somit seinen direkten Vorgesetzten, den Kompaniechef Kater. Unter dem Vorwand, dass er die Missstände schon hätte melden müssen, als er sie wenige Tage zuvor bemerkt hatte, bestellt der General den Oberleutnant für den nächsten Morgen in sein Büro.
In einem Gespräch zwischen Wirrmann und Kater diskutieren die beiden über die Einstellung des Generals, die beiden nicht gefällt. Wirrmann stellt Kater einen neuen Leiter der Einrichtung in Aussicht, falls dieser ihm Material liefern kann, das „eine Ablehnung des Führers“ zeigt oder das Interesse des Generals am Tod des kürzlich verstorbenen Leutnants Barkow erklärt.
Als Krafft am nächsten Tag zu Generalmajor Modersohn geht, unterhalten sich die beiden über die Gründe für die Versetzung des Oberleutnants an die Offiziersschule. Es war vor allem die Tatsache, dass Krafft keine Angst hat, einen Vorgesetzten anzuzeigen, und deswegen als „unbequemer Untergebener“ gilt. Der General versetzt Krafft daraufhin von der Stammkompanie zum Aufsichtsoffizier der „Aufsicht Heinrich“ und macht ihn damit zum direkten Nachfolger von Leutnant Barkow. Modersohn ist überzeugt davon, dass es sich um Mord handelt, da Barkow schon komplizierte Sprengungen an der Ostfront durchgeführt hat und er ihm vor seinem Tod unmissverständliche Andeutungen gemacht hat, die er damals für unglaubhaft gehalten hat. Krafft ist die zweite Person, nach Wirrmann, dem der General seine Erkenntnisse mitteilt. Dennoch ist der Gerichtsrat der Meinung, dass es sich um einen Unfall gehandelt habe. Modersohn glaubt, dass sich der Mörder in der „Aufsicht Heinrich“ befinde.

### Teil 2
Nachdem Oberleutnant Krafft von General Modersohn zum Nachfolger des verunglückten Leutnants Barkow – wie sich im 3. Teil herausstellen wird, der leibliche Sohn des Generals – als Aufsichtsoffizier ernannt worden ist, lädt ihn dessen Lehrgangskommandeur Major Frey zusammen mit seinem Taktiklehrer, Hauptmann Feders, und seinem Inspektionschef, Hauptmann Ratshelm, zu einer sogenannten „kleinen Geselligkeit“ seiner Frau ein. Deren Ausgang war aus Sicht der standesdünkelnden Kommandeursgattin ein Fiasko. Auf ihr Drängen, den nicht standesgemäßen Krafft unverzüglich abzulösen, holt sich der Major telefonisch beim General eine Abfuhr, weil dieser seinen neuen „Mordermittler“ natürlich nicht entbehren will. Daraufhin macht nun Frey seiner Frau Vorwürfe wegen ihrer Einmischung und verflucht zudem seinen neuen Untergebenen.
Im Laufe des Films kommen mehrere Aspekte zum Tragen: das Unverständnis von Frey und Ratshelm gegenüber Krafft und dessen zunehmende Freundschaft zu Feders, der seinerseits seine Feindschaft zu Kater pflegt. Feders beschuldigt Kater im Kasino eines kapitalen Verbrechens, als er sich beim Schachspiel mit Krafft gestört fühlt, und bestellt eine Flasche Cognac auf dessen „Kosten“.
Der Film endet mit einem Zusammensein zwischen Feders und Krafft in dessen Wohnung, bei dem der Hauptmann über seine Verwundung und den dadurch erlittenen Verlust seiner Manneskraft referiert, was seine Ehe belastet.

### Teil 3
Nachdem General Modersohn nochmals Druck auf Krafft zur Klärung des Falles Barkow gemacht hat, beginnt Krafft, die Fähnriche ausgiebig zu beobachten und zu testen. Als die Mutter des Toten zu Besuch kommt, rät ihm Redwitz, den Mörder eher in den ersten Reihen zu suchen. Damit und durch einen sehr auffällig geschriebenen Aufsatz gerät Hochbauer immer mehr in Verdacht.
Dies spürt auch Hochbauer und vertraut sich dem Offizier Ratshelm an. Als Major Frey per Sonderbefehl nicht-deutsche Namen missbilligt, gibt dies Anlass zu einer Schlägerei unter den Fähnrichen im Bunten Hund, die aber nur als Vorwand der Fähnriche Weber, Mösler und Redwitz genutzt wird, Hochbauer eins auszuwischen. Dies gibt den Offizieren wie Hauptmann Kater Antrieb, Krafft vor dem General zu denunzieren und das Vorkommnis hochzuspielen. Krafft erklärt dem General, dass die Blockade dieser Offiziere nur als Taktik genutzt wird, ihn von der Schule zu verbannen. General Modersohn ist jedoch wegen seines Auftrags an Krafft nicht geneigt, ihn zu entlassen, als Krafft ihm gegenüber bemerkt, dass es eine Folge von Barkows Tod zu sein scheint.
Kater wird seiner Aufgabe enthoben und Hauptmann Feders unterstellt, der sich zu einem engen Verbündeten von Krafft entwickelt hat. Von ihm erfährt Krafft auch von einem Invalidenheim der Villa Rosenhügel, in das er sich zurückzieht, wenn er Depressionen hat. Dort wacht ein guter Freund von Feders über sie, der jedoch eines Tages den Auftrag erhält, die Invaliden einzuschläfern. Feders und Krafft verhindern dies später mit Waffengewalt, indem sie den zuständigen Arzt zu einer Urkundenfälschung zwingen und aus dem Weg schaffen. Dies und auch der Fall Barkow bringt auch die Liebe zwischen Krafft und Elfriede in Gefahr, die einerseits durch Kater bedroht und von Ratshelm zufällig entdeckt wird, als er sie in Kraffts Quartier überrascht. Krafft gibt sie als seine Verlobte aus. Kater erpresst Elfriede Rademacher, um mehr über Kraffts Auftrag herauszufinden, und lädt sie zu sich ein.

### Teil 4
Einen Besuch der frisch Verlobten in Hauptmann Feders Wohnung nutzt Krafft mit ihm zusammen, anstatt Elfriede bei Kater aufzuschlagen und ihm eindrücklich klarzumachen, Elfriede in Ruhe zu lassen.
Unterdessen ist Fähnrich Hochbauer zum Liebling von Major Freys Frau geworden, was auch den Fähnrichen Redwitz, Weber und Mösler nicht verborgen geblieben ist. Als Beweis besorgen sie sich das Taschentuch der Dame aus seinem Besitz. Auch die häufigen Besuche bei Hauptmann Ratshelm werden registriert. Die Fähnriche überreden Hochbauer, dem sie keine Beziehung zu einer Frau zutrauen, dies bei einer Maria Kelter zu beweisen. Als es zu einem Treffen der beiden kommt, wird dies als Vergewaltigung ausgelegt. Krafft, der zuvor bei einer Nachstellung der Tat ein persönliches Geständnis Hochbauers erhalten hatte, aber dies nicht als Beweis gebrauchen kann, bekommt durch die Fähnriche eine Chance für einen Umweg.
Das Tuch der Frau Major, die Besuche bei Ratshelm und die Vergewaltigung geben ihm Anlass, Hochbauer vor ein Ausschlussverfahren zu stellen. Den Vorsitz erhält Major Frey, die Verteidigung Ratshelm, den Krafft wegen seiner Befangenheit aber ablehnt. Unterstützt wird Krafft jedoch von Feders, der als Fachberater vorsitzt. Als die Aussage Marias und die Besuche zu keinem Ergebnis führen, zeigt Krafft dem Major das Tuch von dessen Frau, der in einem Tobsuchtsanfall nach der Ausschlussverkündung den Verhandlungsort verlässt.
Daraufhin erschießt sich Hochbauer in der folgenden Nacht auf der Toilette. Während Krafft und Modersohn den Fall als abgeschlossen betrachten, wird dieser genutzt, um Gerichtsrat Wirrmann zu alarmieren. Dieser ist seinem Ziel, den General von seinem hohen Sockel zu holen, einen Schritt näher gekommen. Es geht nämlich darum, dass Barkow getötet wurde, da dieser wehrkraftzersetzende Äußerungen gemacht habe, die der General durch sein Verhalten gedeckt habe. Dies habe er dem General bereits früher unter der Hand klarmachen wollen, worauf dieser ihn beleidigte und zurückbeorderte. Nun erhofft sich Wirrmann Hilfe von Kater und Ratshelm. Er will Krafft benutzen, den General an den Galgen zu bringen. Krafft soll unbehelligt bleiben, wenn er ihm helfe. Doch Krafft denkt nicht daran und verschlimmert seine Position durch eine ausgiebige regimekritische Grabrede zu Hochbauers Beerdigung. Er wird wie der General, der die Rede billigt, festgenommen und zum Tode verurteilt. Major Frey wird daraufhin zum Nachfolger Modersohns ernannt.

## Epilog
Nachdem das Schicksal der überlebenden Hauptpersonen nach Kriegsende aufgezeigt worden war, endete die ursprüngliche Langfassung mit einem Zeitsprung in die Nachkriegsära: Der aufmüpfige und couragierte Redwitz, inzwischen Journalist, steht am Rheinufer in Bonn und philosophiert über die Auswirkungen der bitteren Vergangenheit auf die bundesdeutsche Gegenwart und Zukunft. Während die Aufrichtigen im Widerstandskampf gegen das NS-Regime ihr Leben lassen mussten, konnten die linientreuen Unterstützer und die Mitläufer ihre Karriere in der Bundesrepublik kontinuierlich fortsetzen. Dieser, die unzureichende Vergangenheitsbewältigung kritisierende Schluss wurde in einer späteren Bearbeitung auf Betreiben von Wolf Vollmar als Drehbuchautor, Regisseur und Produzent wieder herausgeschnitten.

## Rückblicke
Die Vorgeschichte der wichtigsten Charaktere wird in Retrospektiven erzählt, die meist unmittelbar nach dem ersten Auftreten erscheinen. Sie beginnen immer mit vollem Namen, Geburtsdatum und -ort sowie Namen und Berufen der Eltern. Die Rückblenden in Kindheit und Jugend der Protagonisten werden durch ein etwas helleres Bild, ruhige Musik und von Erzähler Gert Heidenreich von der Haupthandlung abgegrenzt. 

## Sonstiges
- Das Lied Nur nicht aus Liebe weinen[1] im Film von Hana Hegerová interpretiert, stammt aus dem Jahr 1939 und wurde von Zarah Leander im Original gesungen.
- Bei dem Gesang der Fähnriche zusammen mit Krafft handelt es sich um das Volkslied Wildgänse rauschen durch die Nacht, das unter anderem bei der Wehrmacht ein beliebtes Lied war.

## Veröffentlichungen
Der Film wurde bisher auf VHS auf vier Kassetten herausgebracht und ist seit 2005 auch auf DVD erhältlich. Die DVD enthält im Gegensatz zur VHS den Epilog nicht mehr. Die neueste Fassung wird von der 3L Film GmbH& Co.KG seit 2010 vermarktet. Sie enthält ein zweiteiliges Making of der Dreharbeiten.

## Kritiken
„Die Darsteller dieser neuen Inszenierung – allen voran Manfred Zapatka, Thomas Holtzmann und Karl-Walter Diess – sind hervorragend.“